# Rot-Weiss Ahlen
Maillots
Le Rot-Weiß Ahlen est un club de football allemand évoluant en Regionalliga Ouest et basé à Ahlen.

## Historique
- 1996 : fondation du club par fusion de TuS Ahlen et de Blau-Weiss Ahlen, sous le nom de LR Ahlen
- 2000 : Montée en Bundesliga 2
- 2006 : relégué en Regionalliga, le club perd son sponsor (LR) et est renommé Rot-Weiß Ahlen
- 2008 : le club remonte en Bundesliga 2
- 2010 : relégué en 3.Liga
- 2011 : malgré un retrait de 3 points, le club se maintient en 3.Liga, mais après la saison le club fait faillite et se retrouve en 5e division
- 2015 : Montée en Regionalliga Ouest

## Joueurs et personnalités du club

### Entraîneurs
- Wolfgang Sandhowe (1996-1997)
- Klaus Berge (1997-98)
- Franz-Josef Tenhagen (1998-2000)
- Peter Neururer (2000-01)
- Uwe Rapolder (2001-02)
- Uwe Fuchs (2002-03)
- Werner Lorant (2003)
- Stefan Kuntz (2003)
- Ingo Peter (2003-05)
- František Straka (2005)
- Paul Linz (2005-06)
- Bernard Dietz (2006)
- Heiko Bonan (2006-07)
- Christian Wück (2007-09)
- Stefan Emmerling (2009)
- Andreas Zimmermann (2009--)

### Anciens joueurs
| - Henryk Bałuszyński - Musemestre Bamba - Ansgar Brinkmann - Gledson | - Kevin Großkreutz - Samuel Ipoua - Vladimir Jugović - Radosław Kałużny - Zoran Mamić - Bernd Meier - Deniz Naki | - Marco Reus - Dirk Schuster - Daniel Thioune - Rudi Vata |

## Historique du logo

jusqu'en 2006
depuis 2006